# Розоги (гмина)
Розоги (пол. Rozogi) — сельская гмина (волость) в Польше, входит как административная единица в Щитненский повет, Варминьско-Мазурское воеводство. Население — 5612 человек (на 2004 год).

## Демография
| Перепись                       | Всего   | Всего | Женщины | Женщины | Мужчины | Мужчины |
| ------------------------------ | ------- | ----- | ------- | ------- | ------- | ------- |
| Единицы                        | человек | %     | человек | %       | человек | %       |
| Население                      | 5612    | 100   | 2743    | 48,9    | 2869    | 51,1    |
| Плотность населения (чел./км²) | 25,1    | 25,1  | 12,2    | 12,2    | 12,8    | 12,8    |

## Сельские округа
1. Борки-Розовске
2. Домбровы
3. Фарыны
4. Клён
5. Ковалик
6. Квятушки-Вельке
7. Лука
8. Ожешки
9. Розоги
10. Спалины-Вельке

## Поселения
1. Высоки-Гронд
2. Кокошки
3. Килиманы
4. Вуяки
5. Келбасы
6. Новы-Сухорос
7. Радостово
8. Липняк
9. Антоня
10. Спалины-Мале
11. Вилямово
12. Выстемп
13. Завойки

## Соседние гмины
1. Гмина Чарня
2. Гмина Лысе
3. Гмина Мышинец
4. Гмина Пиш
5. Гмина Ручане-Нида
6. Гмина Щитно
7. Гмина Свентайно
8. Гмина Вельбарк